# 이요도이역
이요도이역(일본어: 伊予土居駅 이요도이에키[*])은 일본 에히메현 시코쿠추오시에 있는 시코쿠 여객철도 요산선의 역이다. 역 번호는 Y26이며, 섬식 승강장 1면 2선 구조의 지상역이다. 이됴오이 역은 특히 학원이나 고등학교를 중심으로 학생의 이용량이 많은 것이 특징이다.

## 역 주변
- 국도 제11호선
- 니이 상점가

## 역사
- 1919년 9월 1일 : 개업.
- 1987년 4월 1일 : 민영화에 따라, 시코쿠 여객철도로 이관.
- 2010년 10월 1일 : 무인화.

## 인접 정차역
| 시코쿠 여객철도 요산선      | 시코쿠 여객철도 요산선 | 시코쿠 여객철도 요산선      |
| --------------------------- | ---------------------- | --------------------------- |
| Y 25 아카보시 다카마쓰 방면 | 요산 선                | 세키가와 Y 27 마쓰야마 방면 |